# De Dion-Bouton 6CV
Le 6CV era una famiglia di autovetture di fascia medio-bassa prodotte dal 1901 al 1913 dalla Casa automobilistica francese De Dion-Bouton.

## Profilo
La denominazione di questa famiglia di vetture indicava la potenza fiscale, ma anche quella effettiva del propulsore.

La prima a essere lanciata, all'inizio del 1901, fu la Type J, una vetturetta di ingombri ridotti, che riprese il testimone lasciatole dalle precedenti Type G.

Tale vetturetta montava un monocilindrico da 700 cm³ sistemato in posizione frontale, e in grado di erogare una potenza massima di 6 CV.

Fu affiancata dalla Type L, l'ultima vis-à-vis prodotta dalla Casa francese, e anche l'ultima a montare un motore posteriore. Questa vettura montava lo stesso motore della Type J. Le De Dion-Bouton prodotte fino a questo momento erano prive di retromarcia e montavano cambi a due marce.

Nel corso del 1902, le due vetturette furono affiancate dalle Type N e Type Q, equipaggiate dallo stesso monocilindrico delle due versioni precedenti, in grado anche di erogare la stessa potenza. La principale differenza tra le due stava nel fatto che la Type Q era provvista per la prima volta di retromarcia, mentre la Type N ne era priva.

Queste due vetture divennero in breve tempo famose con il nome di "Populaire". La "Populaire" riscosse un enorme successo di vendite, arrivando a essere prodotta fino al 1907 in ben 27 versioni e non solo come modello della famiglia 6CV, ma anche come 8CV e con motori a uno, due e anche quattro cilindri. La fama di tale vetturetta era dovuta all'enorme numero di successi ottenuti nelle molte gare disputate. La velocità massima era di 40 km/h, un buon dato prestazionale per l'epoca.

Nel 1905, fu lanciata la Type Y, che andò ad affiancare le Type N e Q e si differenziava da esse nuovamente per il cambio, che stavolta era a tre marce più la retromarcia.

Dopo il 1907, con l'uscita di produzione della "Populaire", il segmento delle 6CV rimase un po' in ombra, fino al 1912, anno in cui fu commercializzata la Type DE2, con la quale si rispolverò il segmento delle 6CV e che fu anch'essa equipaggiata da un moncilindrico. Ma alla fine dello stesso anno anche tale modello fu tolto di produzione per essere sostituito all'inizio del 1913 dalla Type DW4, una vettura che andò a prendere anche il posto degli ultimi modelli della famiglia delle 8CV e che si collocò nella fascia intermedia delle 7CV.

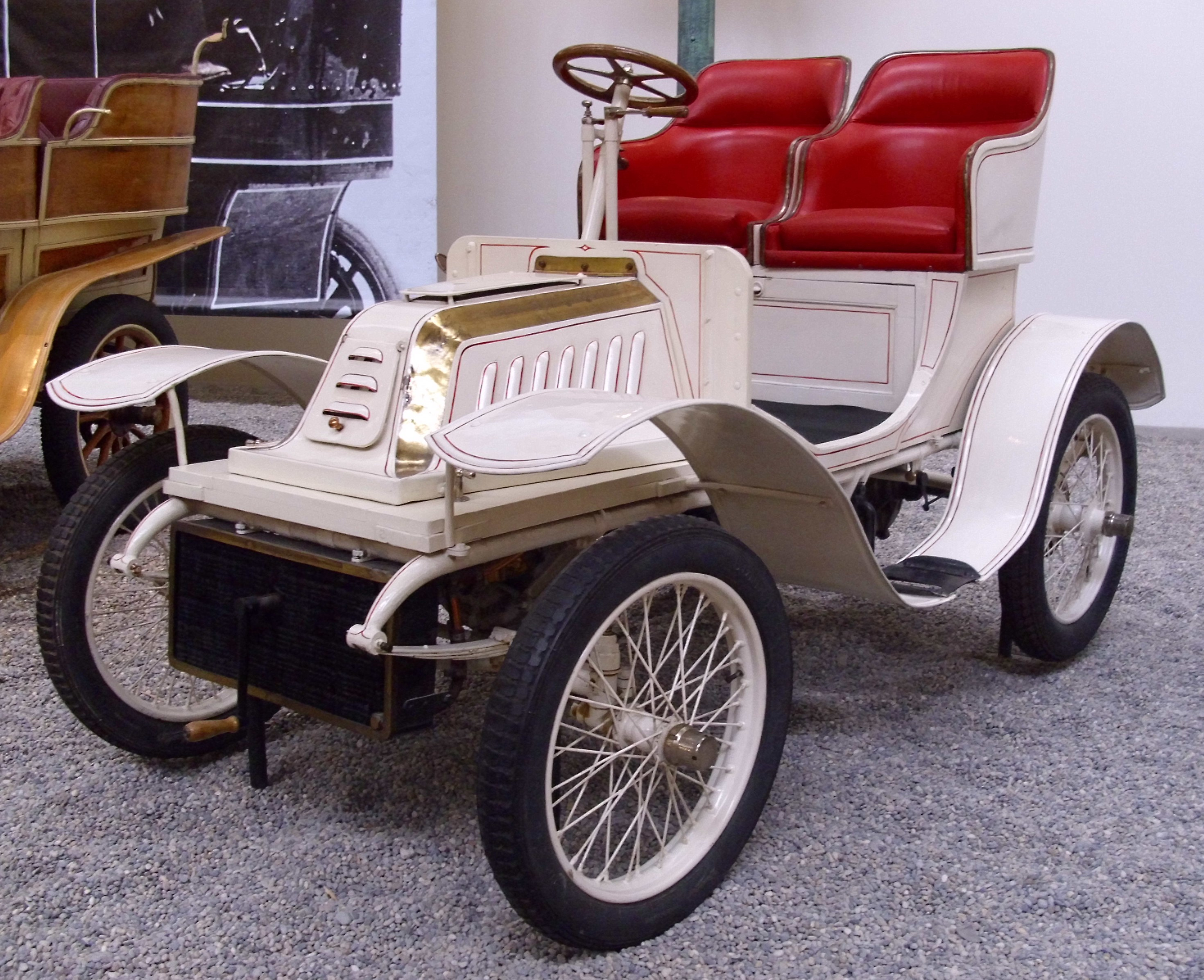
De Dion-Bouton Type J
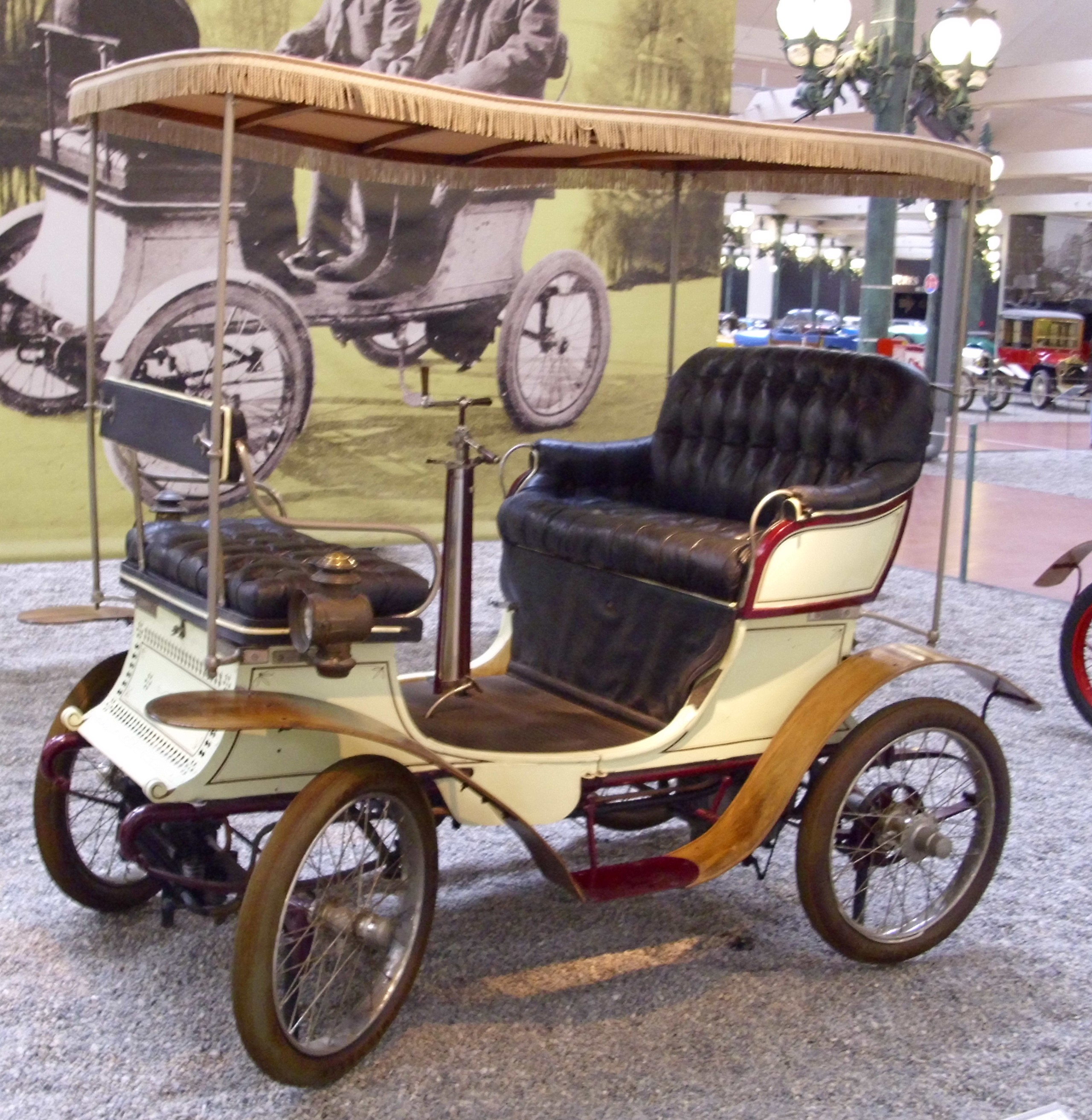
De Dion-Bouton Type L
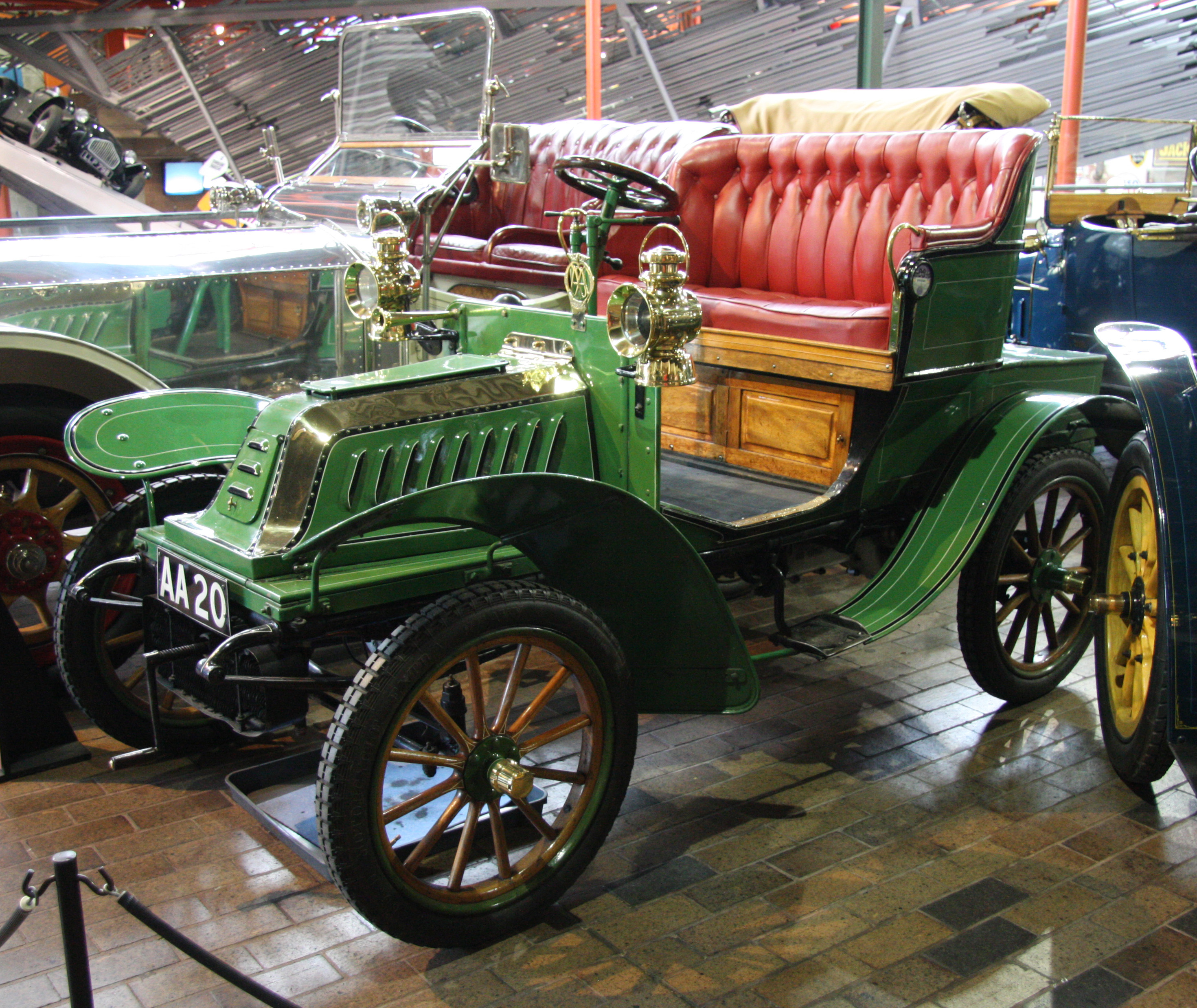
De Dion-Bouton Type Q
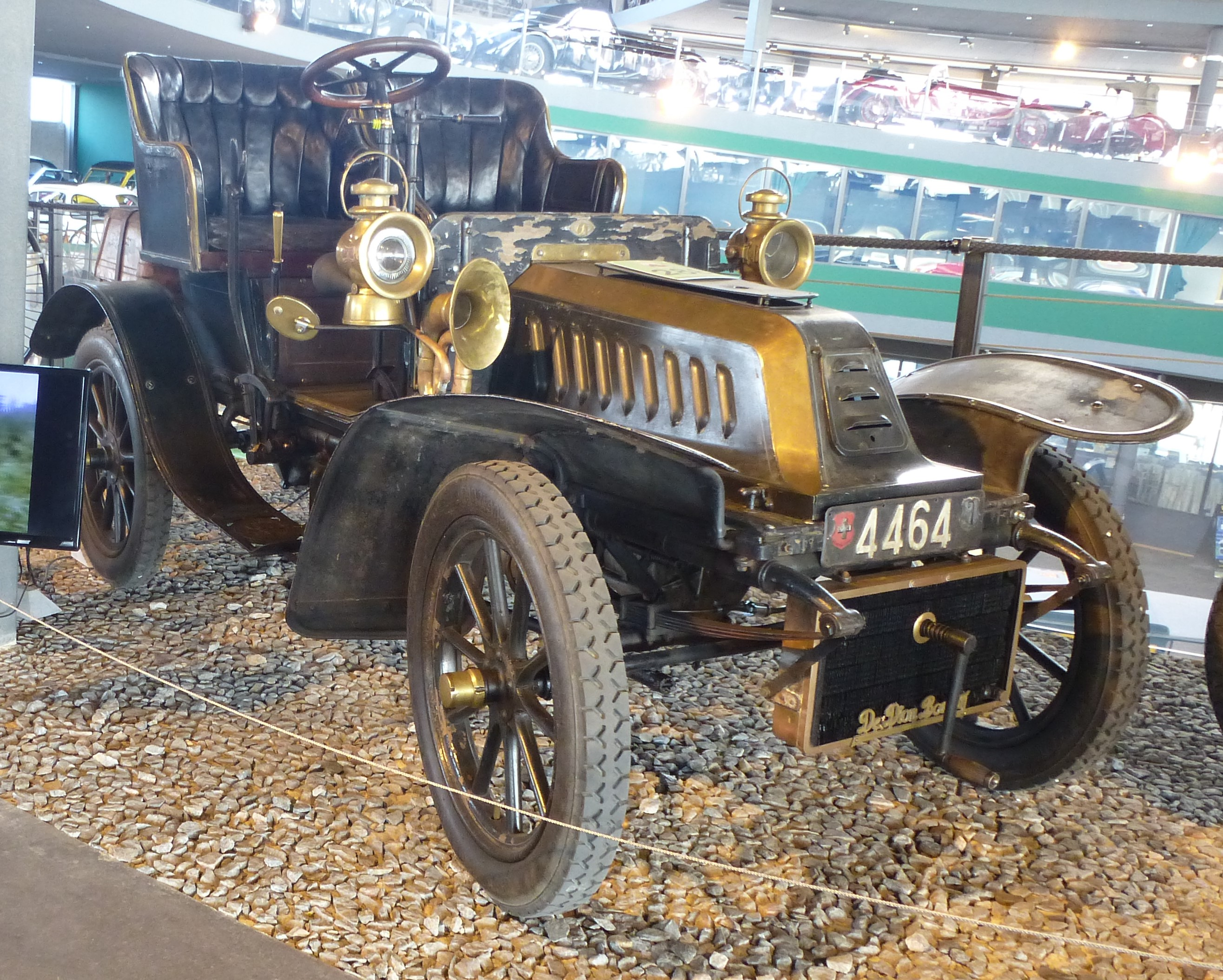
De Dion-Bouton Type Y
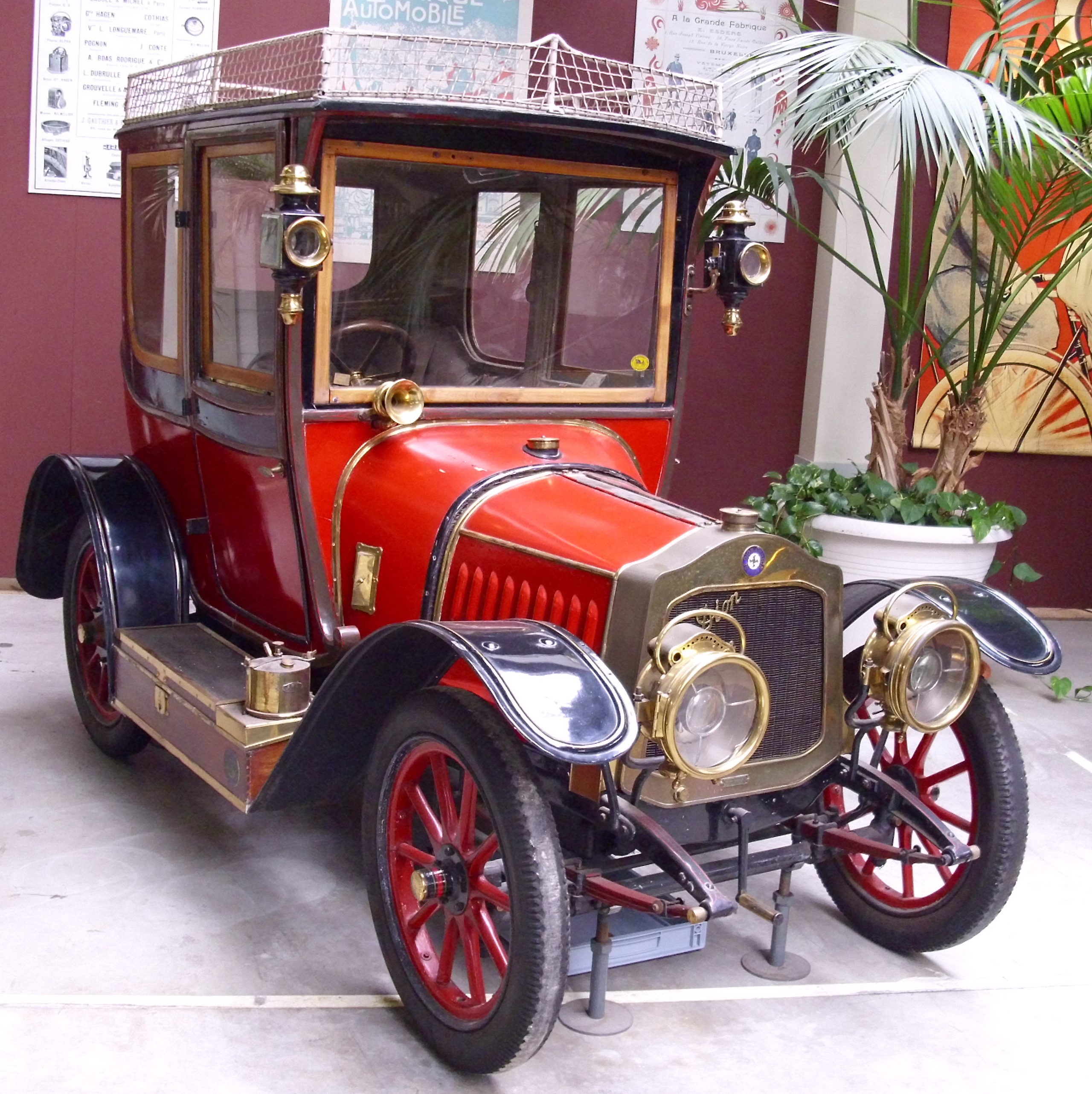
De Dion-Bouton Type DE2
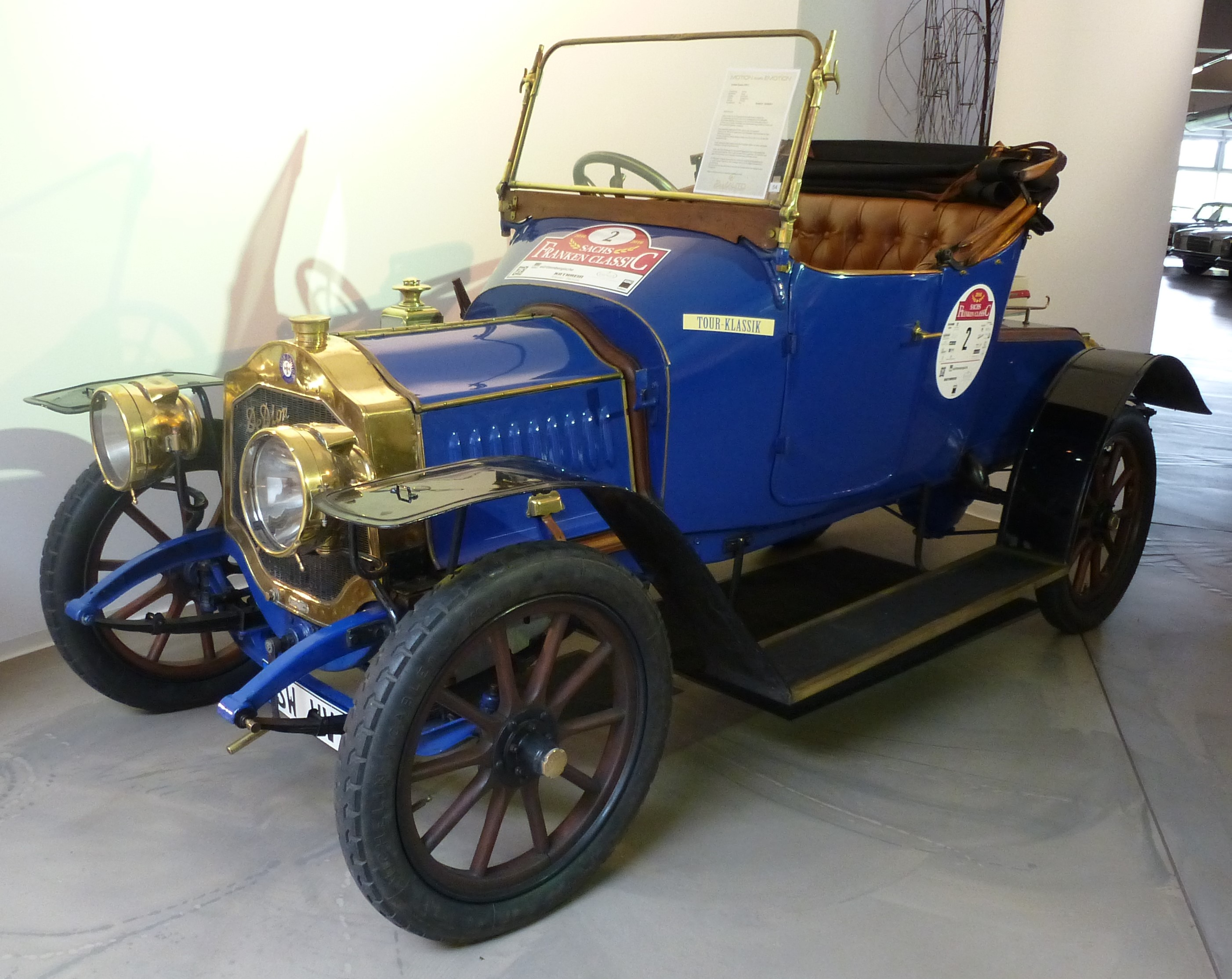
De Dion-Bouton Type DW2